# Orges Shehi
Orges Shehi, né le 20 septembre 1977 à Durrës est un footballeur international albanais, qui évolue au poste de gardien de but. Depuis 2018, il s'est reconverti entraineur.
Avec sa sélection, il participe à l'Euro 2016.

## Biographie

### Sélection nationale
Orges Shehi compte une sélection en équipe nationale d’Albanie, acquise lors d’un match amical face à la Macédoine le 17 novembre 2010 à Korçë, durant lequel il remplace Samir Ujkani à la mi-temps. Les deux équipes se séparent sur le score vierge.

## Palmarès
Orges Shehi inscrit la première ligne de son palmarès en 2010 en remportant la Coupe d'Albanie avec le KS Besa Kavajë. 
Il est ensuite champion d'Albanie à six reprises en Championnat d'Albanie 2011, 2012, 2013, 2014, 2015 et 2018 avec le KF Skënderbeu Korçë et remporte la Supercoupe d'Albanie en 2013 et 2014.

## Palmarès d'entraineur
| KF Skënderbeu Korçë - Supercoupe d'Albanie (1) : - Champion : 2018 |  | KF Tirana - Championnat d'Albanie (1) : - Champion : 2021-2022. - Vice-champion : 2022-2023 - Supercoupe d'Albanie (1) : - Champion : 2022. |  |